# Culicoides arubae
Culicoides arubae är en tvåvingeart som beskrevs av Fox och Hoffman 1944. Culicoides arubae ingår i släktet Culicoides och familjen svidknott. Inga underarter finns listade i Catalogue of Life.